# Markus Brendmoe
Harald Markus Brendmoe, född 31 oktober 1961, är en norsk målare, tecknare och grafiker.
Harald Brendmoe utbildade sig på Statens Kunstakademi 1984-88. Han debuterade på Høstutstillingen i Oslo 1983.
Harald Brendmoe är representerad på bland annat Nasjonalgalleriet, i Museet for samtidskunst i Oslo och i Astrup Fearnley Museet for Moderne Kunst. Han bor och arbetar i Oslo.